# On prend l'café au lait au lit
On prend l'café au lait au lit est une chanson française composée et écrite par Pierre Dudan en 1939. Il existe une version de Frédo Gardoni en 1940,. Jacques Hélian, Georges Briez et André Dalt, et Jean Veldy d'autre part ont interprété cette chanson ainsi que Bernard Marly en instrumental. Les Charlots l'ont repris aussi.
Cette valse tyrolienne gravée en 1940 prend une tournure historique ; elle s'imposera à la Libération comme le symbole de la liberté retrouvée. C'est la légèreté et l'esprit français qui ont tant marqués Ernest Hemingway. 
La revue hebdomadaire Concorde écrit, en date du 9 mai 1946 sous la plume de Raymond Tardy : « Nous ne recommanderons pas, dans cette chronique [Soirs de Paris], la nouvelle scie à la mode « On prend l’café au lait au lit », dont la banalité est désespérante. Le talent de l’interprète n’arrive pas à nous faire avaler ce fade « Café au lait » si peu appétissant. Pourquoi graver dans la cire encore trop rare de pareilles inutilités ? » mais le 28 mai 1946, le « journal radio humoristique » Ploum ploum de Jean Lec note, non sans humour : « Et c'est la chanson célèbre : Café au lait au lit... Dans l'armée suisse tout marche comme sur des houlettes. Cette chanson s'inscrit au folklore. C'est du Dalcroze qui ferait le Jacques. Toute la Suisse s'arrache Dudan, mais ce n'est, pour lui, qu'un pis aller (...) Il est devenu une étoile pour avoir découvert la voie lactée... Chut ! Pierre Dudan rumine de nouvelles chansons... ».
En 1969, une femme chante avec des voix masculines, dans une nouvelle version de la chanson orchestrée et jouée par Jacques Hélian.

## Disque compact
On prend le café au lait au lit (2 min 38 s) Pierre Dudan, chant (instrument : accordéon) Boulogne-Billancourt (Inter loisir disc) inclus dans un CD de 1 h 8 min 30 s) Collection : Les trésors oubliés de la chanson - enregistrements originaux.

## Partitions
- Paroles et musique de Pierre Dudan : On prend l’café au lait au lit, éditions Salabert, 1939, 4 pages.
- Paroles et musique de Pierre Dudan (chanté par Jacques Helian) : On prend l’café au lait au lit, éditions Jean Cavalli, publications Francis Day 1941

### Enregistrement
- Les jours heureux de la Libération : Les 100 plus belles chansons (1944-2004), 2004.